# Оніхоптерохеілюс Палласа
Оніхоптерохеілюс Палласа (Onychopterocheilus pallasii) — вид комах з родини Vespidae.

## Морфологічні ознаки
Тіло чорне з блідо-жовтим малюнком. На другому членику черевця дві великі червоні плями. Довжина тіла — 12-17 мм.

## Поширення
Євроазійський степовий вид.
Єдиний представник роду в фауні України. Ареал диз'юнктивний, від Угорщини до Монголії. В Україні відомий у Луганській області й у Криму; украй малочисельний.

## Особливості біології
Біологія невідома. Найбільш ймовірно гніздяться в ґрунті. Імаго — антофіли, личинки — ентомофаги.

## Загрози та охорона
Загрози: зменшення площі цілинних степових ділянок.
Заходи з охорони не розроблені. Необхідне додання заповідного статусу збереженим цілинним степовим ділянкам.